# Парламентарни избори у Републици Српској Крајини 1993.
Парламентарни избори у Републици Српској Крајини 1993. одржани су 12. децембра, заједно са првим кругом избора за предсједника Републике Српске Крајине.

## Позадина
Питање одржавања избора у Српској Крајини почело се постављати крајем 1991, како би се тачно одредило ко има подршку бирачког тијела и одредила државност и демократичност. Бројни представници власти нису демократски бирани, него су постављени на одређене положаје у вријеме ратних дешавања. Предсједник Скупштине Миле Паспаљ је 5. јануара 1993. одредио да се предсједнички, парламентарни и локални избори одрже 28. марта 1993. године. Док су чланови Српске демократске стране Крајине (СДС Крајине) очекивали спровођење избора и раније, остали политички дјелатници су упозоравали да не постоје услови за њихово одржавање. Грађани нису имали нова лична документа, попис становништва није обављен, а политичке странке су биле тек у поступку оснивања. Будући да је крајем 1993. почео хрватски напад у задарском залеђу, избори су одложени. Коначно, одлучено је да се парламентарни, предсједнички и локални избори одрже 21. новембра 1993, али датум касније помјерен за 21. децембар. У октобру је усвојен закон о изборним јединицама и свака општина у Српској Крајини је представљала једну изборну јединицу.
На изборима за Скупштину Српске Крајине изабрана су 84 посланика. СДС Крајине добио је 31 посланичка мандата, СДС српских земаља 17, а Српска радикална странка 15. Од преосталих 19 посланичких мандата 10 су добили независни кандидати, 6 Српска партија социјалиста, 4 Социјалдемократска партија, а једано „монархистички” СДС. СДС Крајине је добио 17 посланичких мандата у Далмацији и Лици, 13 на Банији и Кордуну и 1 у источној Славонији. СДС српских земаља добио је 10 посланичких мандата у западној Славонији и 7 у источној Славонији. СРС је 7 посланичких мандата добила у Барањи, 5 у источној Славонији и западном Срему, 2 у Банији и 1 у Лици. СПС је добила 3 посланичка мандата у источној Славонији и 3 у Лици и Далмацији. СДП је добио 3 посланичка мандата у западној Славонији и 1 у Банији. „Монархистички” СДС је добио 1 посланички мандат у Лици.
| Изборна јединица  | СДС Крајине | СДС СЗ | СПС | СРС | СДП | СДС | Независни |
| ----------------- | ----------- | ------ | --- | --- | --- | --- | --------- |
| Бенковац          | 3           | Н/Д    | 1   | Н/Д | Н/Д | Н/Д | Н/Д       |
| Книн              | 7           | Н/Д    | 1   | Н/Д | Н/Д | Н/Д | Н/Д       |
| Дрниш             | 1           | Н/Д    | Н/Д | Н/Д | Н/Д | Н/Д | Н/Д       |
| Обровац           | 1           | Н/Д    | Н/Д | Н/Д | Н/Д | Н/Д | Н/Д       |
| Задар             | Н/Д         | Н/Д    | Н/Д | Н/Д | Н/Д | Н/Д | 1         |
| Грачац            | Н/Д         | Н/Д    | 1   | Н/Д | Н/Д | 1   | Н/Д       |
| Доњи Лапац        | 1           | Н/Д    | Н/Д | 1   | Н/Д | Н/Д | Н/Д       |
| Кореница          | 3           | Н/Д    | Н/Д | Н/Д | Н/Д | Н/Д | Н/Д       |
| Плашки            | 1           | Н/Д    | Н/Д | Н/Д | Н/Д | Н/Д | Н/Д       |
| Слуњ              | 1           | Н/Д    | Н/Д | Н/Д | Н/Д | Н/Д | 1         |
| Крњак             | 1           | Н/Д    | Н/Д | Н/Д | Н/Д | Н/Д | 1         |
| Војнић            | Н/Д         | Н/Д    | Н/Д | Н/Д | Н/Д | Н/Д | 2         |
| Вргинмост         | 3           | Н/Д    | Н/Д | Н/Д | Н/Д | Н/Д | Н/Д       |
| Глина             | 2           | Н/Д    | Н/Д | Н/Д | 1   | Н/Д | Н/Д       |
| Петриња           | 2           | Н/Д    | Н/Д | Н/Д | Н/Д | Н/Д | 1         |
| Двор на Уни       | 1           | Н/Д    | Н/Д | 2   | Н/Д | Н/Д | Н/Д       |
| Костајница        | 3           | Н/Д    | Н/Д | Н/Д | Н/Д | Н/Д | Н/Д       |
| Сисак — Цапраг    | Н/Д         | Н/Д    | Н/Д | Н/Д | Н/Д | Н/Д | 1         |
| Окучани           | Н/Д         | 2      | Н/Д | Н/Д | 2   | Н/Д | Н/Д       |
| Дарувар           | Н/Д         | 1      | Н/Д | Н/Д | Н/Д | Н/Д | Н/Д       |
| Грубишино Поље    | Н/Д         | 2      | Н/Д | Н/Д | Н/Д | Н/Д | Н/Д       |
| Пакрац            | Н/Д         | 2      | Н/Д | Н/Д | 1   | Н/Д | Н/Д       |
| Подравска Слатина | Н/Д         | 3      | Н/Д | Н/Д | Н/Д | Н/Д | Н/Д       |
| Даљ               | 1           | 1      | Н/Д | Н/Д | Н/Д | Н/Д | Н/Д       |
| Тења              | Н/Д         | 1      | Н/Д | 1   | Н/Д | Н/Д | Н/Д       |
| Мирковци          | Н/Д         | 3      | Н/Д | 1   | Н/Д | Н/Д | Н/Д       |
| Бели Манастир     | Н/Д         | Н/Д    | Н/Д | 7   | Н/Д | Н/Д | 1         |
| Вуковар           | Н/Д         | 2      | 3   | 3   | Н/Д | Н/Д | 2         |
| Укупно (84)       | 31          | 17     | 6   | 15  | 4   | 1   | 10        |